# Sekhemkare
Xem Amenemhat, đối với những người có cùng tên gọi này.
Sekhemkare Amenemhat V là một vị pharaon Ai Cập thuộc vương triều thứ 13 trong thời kỳ Chuyển tiếp thứ Hai. Theo các nhà Ai Cập học Kim Ryholt và Darrell Baker, ông là vị vua thứ tư của vương triều này, cai trị từ năm 1796 TCN cho tới năm 1793 TCN. Danh tính của Amenemhat V hiện được tranh luận bởi một số ít các nhà Ai Cập học, vì có thể ông cũng chính là Sekhemkare Amenemhat Sonbef, vị vua thứ hai của vương triều thứ 13.

## Chứng thực
Amenemhat V được chứng thực ở trên cột thứ 7, hàng thứ 7 của cuộn giấy cói Turin, mà ghi lại rằng triều đại của ông kéo dài từ 3 tới 4 năm. Điều này có thể được chứng thực bởi một cuộn giấy cói từ Lahun mà đề cập tới một năm 3, một vài tháng và ngày của một vị vua Sekhemkare, có thể là Amenemhat V hoặc Sonbef.
Ngoài ra, Amenemhat V còn được chứng thực bởi một hiện vật duy nhất cùng thời với cuộc đời của ông, một bức tượng của ông đến từ Elephantine, ban đầu được đặt tại Ngôi đền Satet và khắc cùng với lời đề tặng sau:
| “ | Vị thần rộng lượng, chúa tể của hai vùng đất, chúa tể của những nghi lễ, Đức vua của Thượng và Hạ Ai Cập Sekhemkare, người con trai của Ra Amenemhat, người được yêu quý của Satet, Công nương của Elephantine, cầu mong ngài sống mãi mãi. | ” |

Phần đầu và tay của bức tượng trên được phát hiện vào thế kỷ thứ 19 trong đống đổ nát của một ngôi đền được xây dựng để tôn vinh vị nomarch tên là Heqaib và hiện nằm tại bảo tàng Kunsthistorisches ở Vienna. Phần thân của bức tượng có mang dòng chữ khắc nêu trên đã được phát hiện vào năm 1932 và ngày nay nằm tại bảo tàng Aswan.

## Danh tính
Có một cuộc tranh luận giữa các nhà Ai Cập học về việc có phải Sekhemkare Amenemhat V chính là vị vua Sekhemkare Sonbef, vốn được Kim Ryholt, Jürgen von Beckerath và Darrell Baker xem như là vị vua thứ hai của vương triều thứ 13, hay không. Quả thực, Sonbef đã tự gọi mình là "Amenemhat Sonbef", Ryholt lập luận rằng nó phải được hiểu là "Amenemhat [Sa] Sonbef", Người con trai của Amenemhat Sonbef, nghĩa là Sonbef sẽ là một người con trai của Amenemhat IV. 
Đặc biệt, họ coi Sonbef và Amenemhat V là hai vị vua khác nhau. Ryholt và Baker hơn nữa khẳng định rằng sự cai trị của Sonbef và Amenemhat đã bị ngăn cách bởi triều đại sớm nở chóng tàn của Nerikare, trong khi von Beckerath tin rằng Sekhemre Khutawy Pantjeny mới là người đã trị vì giữa hai vị vua trên. Đối lập với quan điểm trên, Detlef Franke và Stephen Quirke tin rằng "Amenemhat" trong tước hiệu của Sonbef là một phần tên của ông và đồng nhất ông như là Amenemhat V, do đó coi hai vị vua này là một và là cùng một người. Franke và những người khác xem "Amenemhat Sonbef" như là một tên kép. Quả thực, việc đặt tên kép vốn phổ biến ở Ai Cập và đặc biệt là trong giai đoạn cuối vương triều thứ 12 và vương triều thứ 13.